# Challenger Salinas II 2021 - Doppio
Miguel Ángel Reyes Varela e Fernando Romboli erano i detentori del titolo, ma hanno scelto di non partecipare in questa edizione.
In finale Nicolás Barrientos / Sergio Galdós hanno sconfitto Antonio Cayetano March / Thiago Agustín Tirante per ritiro.

## Teste di serie
1. Orlando Luz /  João Menezes (primo turno)
2. Nicolás Barrientos /  Sergio Galdós (campioni)

1. JC Aragone /  Roberto Quiroz (quarti di finale)
2. Diego Hidalgo /  Skander Mansouri (semifinale)

## Wildcard
1. Miguel Mateo Larrea /  Omar Suárez (primo turno)
2. Antonio Cayetano March /  Thiago Agustín Tirante (finale, ritirati)

1. Camilo Ugo Carabelli /  Agustín Velotti (primo turno)

## Tabellone

### Legenda
| - Q = Qualificato - WC = Wild card - LL = Lucky loser | - ALT = Alternate - SE = Special Exempt - PR = Protected Ranking | - w/o = Walkover - r = Ritirato - d = Squalificato |

|  | Primo turno         | Primo turno            | Primo turno            | Primo turno | Primo turno |  |  | Quarti di finale | Quarti di finale       | Quarti di finale       | Quarti di finale      | Quarti di finale      |   |     | Semifinali | Semifinali                                    | Semifinali                                    | Semifinali                                    | Semifinali                       |                                  |     | Finale | Finale | Finale | Finale | Finale |  |
|  |                     |                        |                        |             |             |  |  |                  |                        |                        |                       |                       |   |     |            |                                               |                                               |                                               |                                  |                                  |     |        |        |        |        |        |  |
|  | 1                   | O Luz J Menezes        | O Luz J Menezes        | 4           | 4           |  |  |                  |                        |                        |                       |                       |   |     |            |                                               |                                               |                                               |                                  |                                  |     |        |        |        |        |        |  |
|  |                     | S Sekiguchi K Uchida   | S Sekiguchi K Uchida   | 6           | 6           |  |  |                  | S Sekiguchi K Uchida   | 3                      | 7                     | [7]                   |   |     |            |                                               |                                               |                                               |                                  |                                  |     |        |        |        |        |        |  |
|  | WC                  | AC March TA Tirante    | 6                      | 63          | [10]        |  |  | WC               | AC March TA Tirante    | 6                      | 62                    | [10]                  |   |     |            |                                               |                                               |                                               |                                  |                                  |     |        |        |        |        |        |  |
|  |                     | M Gengel V Orlov       | 3                      | 7           | [8]         |  |  |                  |                        |                        |                       |                       |   |     | WC         | AC March TA Tirante                           | 4                                             | 6                                             | [10]                             |                                  |     |        |        |        |        |        |  |
|  | 3                   | JC Aragone R Quiroz    | JC Aragone R Quiroz    | 6           | 6           |  |  |                  |                        |                        | A Gómez JA Ore        | 6                     | 3 | [5] |            |                                               |                                               |                                               |                                  |                                  |     |        |        |        |        |        |  |
|  | WC                  | M Larrea O Suárez      | M Larrea O Suárez      | 1           | 1           |  |  | 3                | JC Aragone R Quiroz    | 6                      | 2                     | [3]                   |   |     |            |                                               |                                               |                                               |                                  |                                  |     |        |        |        |        |        |  |
|  | PR                  | TK Wang D Yevseyev     | TK Wang D Yevseyev     | 1           | 2           |  |  |                  | A Gómez JA Ore         | 4                      | 6                     | [10]                  |   |     |            |                                               |                                               |                                               |                                  |                                  |     |        |        |        |        |        |  |
|  |                     | A Gómez JA Ore         | A Gómez JA Ore         | 6           | 6           |  |  |                  |                        |                        |                       |                       |   |     | WC         | Antonio Cayetano March Thiago Agustín Tirante | Antonio Cayetano March Thiago Agustín Tirante | Antonio Cayetano March Thiago Agustín Tirante |                                  |                                  |     |        |        |        |        |        |  |
|  | H Johnson Y Johnson | H Johnson Y Johnson    | H Johnson Y Johnson    | 4           | 3           |  |  |                  |                        |                        |                       |                       |   |     |            |                                               | 2                                             | Nicolás Barrientos Sergio Galdós              | Nicolás Barrientos Sergio Galdós | Nicolás Barrientos Sergio Galdós | w/o |        |        |        |        |        |  |
|  | N Álvarez A Merino  | N Álvarez A Merino     | N Álvarez A Merino     | 6           | 6           |  |  |                  | N Álvarez A Merino     | N Álvarez A Merino     | 0                     | 1                     |   |     |            |                                               |                                               |                                               |                                  |                                  |     |        |        |        |        |        |  |
|  | WC                  | C Carabelli A Velotti  | C Carabelli A Velotti  | 1           | 4           |  |  | 4                | D Hidalgo S Mansouri   | D Hidalgo S Mansouri   | 6                     | 6                     |   |     |            |                                               |                                               |                                               |                                  |                                  |     |        |        |        |        |        |  |
|  | 4                   | D Hidalgo S Mansouri   | D Hidalgo S Mansouri   | 6           | 6           |  |  |                  |                        |                        |                       |                       |   |     | 4          | D Hidalgo S Mansouri                          | D Hidalgo S Mansouri                          | 3                                             | 2                                |                                  |     |        |        |        |        |        |  |
|  |                     | A Dougaz B Lock        | A Dougaz B Lock        | 4           | 3           |  |  |                  |                        | 2                      | N Barrientos S Galdós | N Barrientos S Galdós | 6 | 6   |            |                                               |                                               |                                               |                                  |                                  |     |        |        |        |        |        |  |
|  | Alt                 | Casanova F Díaz Acosta | Casanova F Díaz Acosta | 6           | 6           |  |  | Alt              | Casanova F Díaz Acosta | Casanova F Díaz Acosta | 3                     | 65                    |   |     |            |                                               |                                               |                                               |                                  |                                  |     |        |        |        |        |        |  |
|  |                     | B Arias F Zeballos     | B Arias F Zeballos     | 3           | 1           |  |  | 2                | N Barrientos S Galdós  | N Barrientos S Galdós  | 6                     | 7                     |   |     |            |                                               |                                               |                                               |                                  |                                  |     |        |        |        |        |        |  |
|  | 2                   | N Barrientos S Galdós  | N Barrientos S Galdós  | 6           | 6           |  |  |                  |                        |                        |                       |                       |   |     |            |                                               |                                               |                                               |                                  |                                  |     |        |        |        |        |        |  |